# Rampton Castle
Rampton Castle är ett slott i Storbritannien.   Det ligger i grevskapet Cambridgeshire och riksdelen England, i den sydöstra delen av landet, 90 km norr om huvudstaden London. Rampton Castle ligger 8 meter över havet.
Terrängen runt Rampton Castle är platt. Runt Rampton Castle är det mycket tätbefolkat, med 1 632 invånare per kvadratkilometer. Närmaste större samhälle är Cambridge, 10,3 km söder om Rampton Castle. Trakten runt Rampton Castle består till största delen av jordbruksmark.